# María Gravina

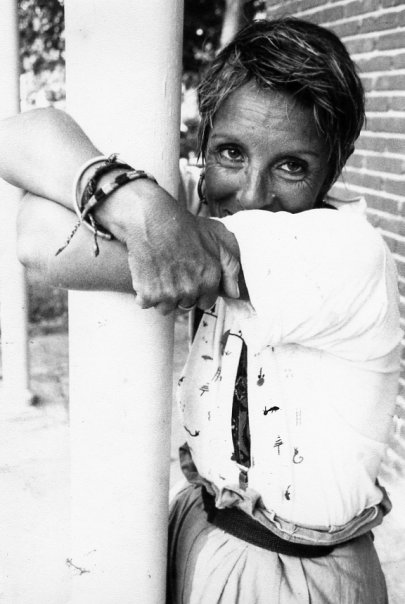
María Gravina

María F. Gravina Telechea (* 12. Dezember 1939 in Montevideo, Uruguay) ist eine uruguayische Schriftstellerin.
Von 1972 bis 1985, während der Phase der zivil-militärischen Diktatur in Uruguay, lebte Gravina im Ausland. Sie hielt sich in Chile, Schweden, Kuba und Mexiko auf. Für ihr 1979 publiziertes Werk Lázaro vuela tojo wurde sie vom Casa de las Américas mit dem 1960 geschaffenen Premio Casa de las Américas ausgezeichnet. Auch zeichnete sie als Autorin der 1980 in Kuba erschienenen Anthologie Tómame Ahora verantwortlich, die Gedichte von Juana de Ibarbourou beinhaltet. Zwei Jahre später wurde Gravinas Que diga Quincho zunächst in Nicaragua und 1985 auch in Kuba veröffentlicht. 1988 verfasste sie das Poesiewerk La Leche de las Piedras. Gravinas Gedichte erschienen auch in nationalen und internationalen Zeitungsbeilagen und Zeitschriften. Insbesondere in La República de las Mujeres trat sie überdies mit Interviews und anderweitigen Beiträgen in Erscheinung. Sowohl 1981 als auch 1987 nahm sie an Literatur-Kongressen in Kuba teil.